# Ільїн Вадим Григорович
Вади́м Григо́рович Ільї́н (1942—2024) — радянський, український і російський композитор. Заслужений діяч мистецтв УРСР (1989).

## Біографічні відомості
Народився 5 січня 1942 р. в Києві. Закінчив Київську консерваторію (1971, клас Мирослава Скорика).
Автор балету, мюзиклів, симфоній, а також музики до театральних вистав, телепередач, фільмів.
З 1972 року — Член Спілки композиторів СРСР, з 1991 — Спілки композиторів України.
В 1991 р. емігрував до Ізраїлю. Член ізраїльської ліги композиторів з 1997 року.
З 2007 року живе в Росії, у Москві. З 2008 року — член Спілки композиторів РФ.

## Фільмографія
- «Там вдалині, за рікою» (1975)
- «Місце спринтера вакантне» (1976)
- «Весільний вінок, або Одіссея Іванка» (1978, короткометражний)
- «Пізня серенада» (1979, фільм-спектакль)
- «Пиріг зі сміяницею» (1980, мультфільм)
- «День, коли щастить» (1983, мультфільм)
- «Казка про карасів, зайця і бублики» (1984, мультфільм)

## Видання творів
- Поздняя серенада или Мама! Папа решил жениться: Мюзикл в 2 частях по пьесе А. Арбузова «В этом милом старом доме» / Либретто и стихи Ю. Рыбчинского ; Муз. В. Ильина ; Отв. ред. М. Генералова ; Бюро распространения драматических произведений и информационно-рекламных материалов ВААП. — Москва: [б. и.], 1978. — 69 с.

- Товарищ Любовь: Героико-романтический музыкальный спектакль в 2 действиях по мотивам пьесы К. Тренёва «Любовь Яровая» / Либретто Ю. Рыбчинского ; Муз. В. Ильина ; Отв. ред. М. Генералова ; Бюро распространения драматических произведений и информационно-рекламных материалов ВААП. — Москва: [б. и.], 1978. — 78 л.

- Песни: Для пения (соло, ансамбль, хор) с сопровождением фортепиано. — Киев: Музична Україна, 1975. — 36 с.

- Песни: Для пения (соло, хор) с сопровождением фортепиано. — Киев: Музична Україна, 1984. — 64 с.

- Да — миру на Земле: Сборник песен: Для пения (соло, ансамбль) с сопровождением фортепиано. — Киев: Музична Україна, 1988. — 80 с.